# Nikolai Karpenko
Nikolai Georgiyevich Karpenko (en ruso: Николай Георгиевич Карпенко) (Novorosíisk, Rusia, 26 de febrero de 1977) es un exfutbolista ruso que jugaba en la posición de defensa.

## Clubes
| Club                                  | País  | Año       |
| ------------------------------------- | ----- | --------- |
| FC Chernomorets Novorossiysk          | Rusia | 1994-1996 |
| FC Chernomorets Novorossiysk (cedido) | Rusia | 1996      |
| FC Niva Slavyansk-na-Kubani           | Rusia | 1996      |
| FC Slavyansk Slavyansk-na-Kubani      | Rusia | 1997-1998 |
| FC Spartak-UGP Anapa                  | Rusia | 1998      |
| FC Reformatsiya Abakan                | Rusia | 2000      |